# Frank Hanebuth
Frank Armin Hanebuth (* 12. September 1964 in Garbsen-Osterwald), genannt „Steintorkönig“ oder „Der Lange“, ist ein hannoverscher Bordellbetreiber. Er war Präsident des 2012 aufgelösten Hells-Angels-Charters von Hannover und ist seit mindestens 2018 Präsident vom Charter Hells Angels North Gate.

## Herkunft und Karriere als Bikerfunktionär
Hanebuth stammt aus einer bürgerlichen Familie, der Vater war Berufsschuldirektor, die Mutter Chefsekretärin. Hanebuth entschied sich schon als Zimmermannslehrling für eine Rotlichtkarriere. Ab 1983 war er im Steintorviertel tätig, dem hannoverschen Rotlichtbezirk. Zudem bestritt er zwischen 1991 und 1996 vier Profikämpfe als Schwergewichtsboxer. 1995 wurde er Mitglied des Bones MC, des damals größten deutschen Motorrad-Clubs. Er wurde Präsident des Chapters Hannover und betrieb 1999 maßgeblich den Anschluss der Bones an den international tätigen Motorrad- und Rockerclub Hells Angels. Als Präsident des Hells-Angels-Charters Hannover gehörte er zu den einflussreichsten Mitgliedern der deutschen Sektion. Bei den „Friedensverhandlungen“ mit dem konkurrierenden Bikerclub Bandidos zu Pfingsten 2010 war er der Verhandlungsführer der Hells Angels. Laut dem Hells-Angels-Aussteiger Ulrich Detrois versuchte Hanebuth, für sich den Posten eines „Deutschland-Chefs“ zu schaffen, scheiterte aber damit.

## Kriminelle Laufbahn und sozialer Aufstieg

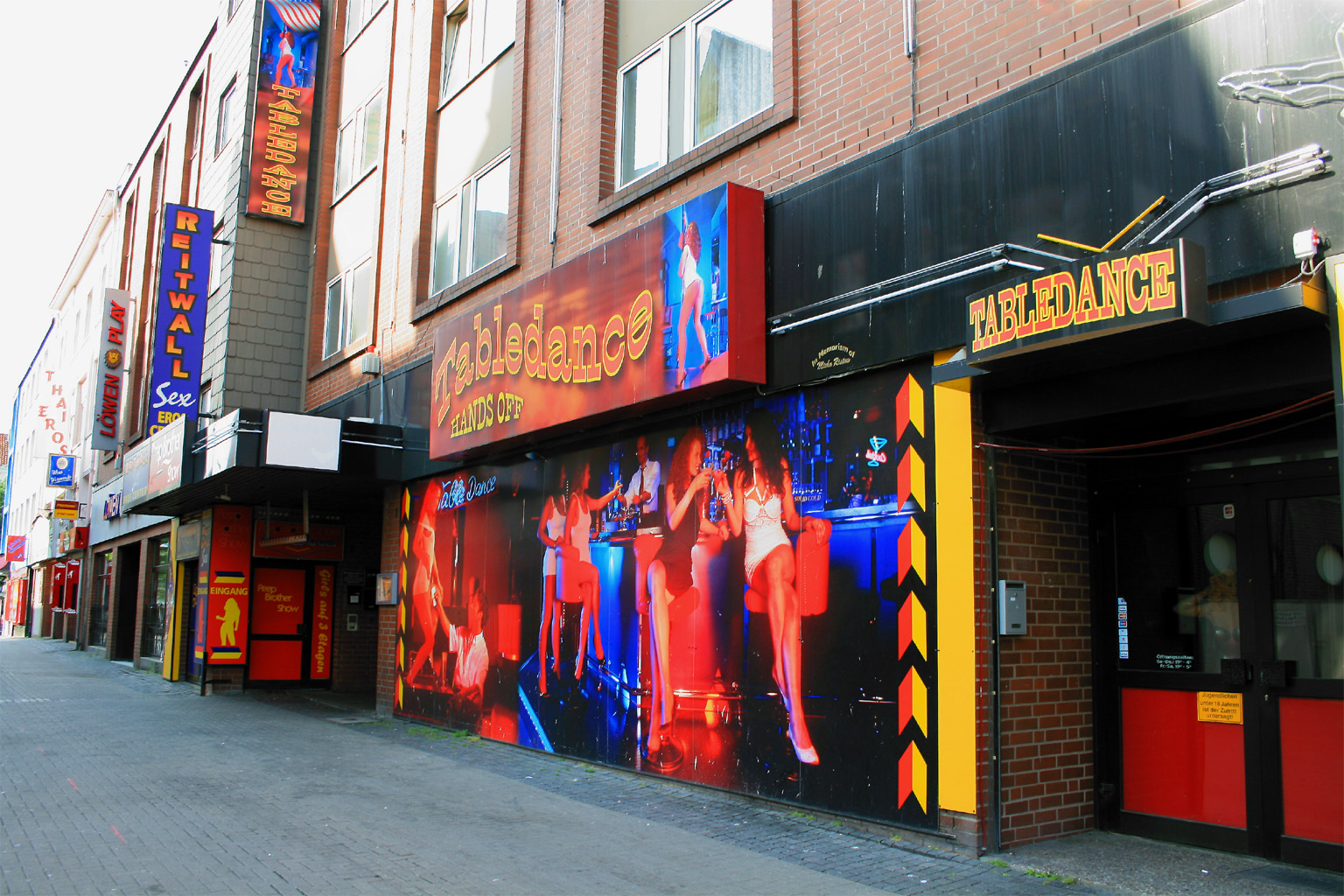
Reitwallstraße im Rotlichtviertel am Steintor in Hannover-Mitte

Schon während seiner Zeit als Anführer der hannoverschen Bones hatte Hanebuth im Rotlichtviertel am Steintor in Hannover-Mitte seinen Einfluss vergrößert. Im Jahr 2000 versuchten er und seine Rocker, ihren Einflussbereich nach Lüneburg und Hamburg auszudehnen, wo sie sich zunächst in mehreren Laufhäusern festsetzten. Diese Ausdehnung wurde allerdings von der Hamburger Polizei unterbunden, die Hanebuth Ende des Jahres 2000 vorläufig festnahm. Wegen schwerer Körperverletzung verbrachte er nach Rechtskraft des entsprechenden Urteils die nächsten dreieinhalb Jahre im Gefängnis. Nach seiner Freilassung beschränkte er seine Aktivitäten wieder auf Hannover. Über mehrere Tochtergesellschaften kontrolliert er den Großteil der Tanzclubs, Bordelle, Sexshops und Pornokinos am Steintor, seine Hells Angels haben zudem ein lokales Monopol im Bereich der Türsteherdienste errichtet. Im Konflikt mit den Bandidos bauten die hannoverschen Hells Angels ihre Führungsposition im norddeutschen Raum aus.
Seit der Jahrtausendwende konnte sich Hanebuth nach und nach den Ruf einer gesellschaftlichen Größe in Hannover erarbeiten. Grundlage dafür war seine „Befriedung“ des zuvor zwischen Albanern, Russen und Türken umkämpften Steintors, die ihm einigen Respekt – auch von Teilen der Polizei – einbrachte. Durch das Engagement von Journalisten der Hannoverschen Allgemeinen Zeitung und der Neuen Presse als freie Mitarbeiter für seine Szenemagazine – wie zum Beispiel die Steintornews – konnte er zudem die Lokalpresse auf seine Seite bringen, in der er seitdem wiederholt als „geläuterter Mensch“ und „geachteter Mann“ bezeichnet wurde. Zuletzt konnte sich Hanebuth auch ein Netzwerk unter den Honoratioren der Stadt aufbauen. Eine Schlüsselrolle nimmt dabei sein Anwalt Götz-Werner von Fromberg ein, der selbst Immobilien im Steintorviertel besitzt und der ihn in die „einflussreichen Kreise“ einführte, die Medien auch als „Hannover-Connection“ bezeichnen. Kritik an diesen Verbindungen wurde zunächst fast ausschließlich von auswärtigen Medien vorgebracht, vor allem durch Recherchen der Journalistin Christine Kröger und ihre Reportagen im Bremer Weser-Kurier sowie durch Berichte in der Frankfurter Allgemeinen Zeitung und in der taz Nord.
Im November 2011 kündigte Hanebuth seinen Rückzug aus dem Sicherheitsgewerbe im Steintorviertel an. Zuvor hatte Niedersachsens Innenminister Uwe Schünemann den hannoverschen Polizeipräsidenten Christian Grahl abgesetzt, weil dieser in einer Steintorbar gefeiert hatte.
Am 24. Mai 2012 durchsuchten Beamte des Landeskriminalamtes Niedersachsen und der GSG 9 im Rahmen einer Razzia das Anwesen Hanebuths in der Wedemark. Über ein Dutzend Spezialeinsatzkräfte der GSG 9 seilten sich aus einem Hubschrauber in Hanebuths Garten ab und stürmten die Villa. Im Juni 2012 beschloss der Niedersächsische Landtag einstimmig, ein Verbotsverfahren gegen die Rockerbande zu prüfen. Eine Woche später löste sich das Hells-Angels-Chapter Hannover auf.
Im April 2013, knapp ein Jahr nach der Durchsuchung seines Hauses, stellte die Staatsanwaltschaft Kiel die Ermittlungen wegen des Verdachts auf Auftragsmord gegen Hanebuth mangels hinreichenden Tatverdachts ein. Im Mai 2014 entschied das Amtsgericht Kiel, dass Hanebuth einen Anspruch auf Entschädigung für die Zerstörungen auf seinem Grundstück im Rahmen der Durchsuchung zustand. Die Höhe der Entschädigung wurde durch die Kieler Staatsanwaltschaft geprüft.
Festnahme und Untersuchungshaft in Spanien
Hanebuth wurde am 23. Juli 2013 auf Mallorca festgenommen. Als Kopf des Hells-Angels-Charters „Spain“ werden ihm und den Mitgliedern unter anderem Bildung einer kriminellen Vereinigung, Förderung illegaler Prostitution, Drogenhandel und Geldwäsche vorgeworfen. Nach vier Wochen Einzelhaft kam er im September in normale Untersuchungshaft und wurde im Oktober mit 17 weiteren Verdächtigen nach Madrid überstellt. Im Dezember 2013 wurde er in den Hochsicherheitstrakt eines Gefängnisses im südspanischen El Puerto de Santa María verlegt. Bei einem Haftprüfungstermin am 22. Juni 2015 entschied ein Ermittlungsrichter, dass Hanebuth weiter in Untersuchungshaft bleiben muss, die in Spanien bis zu vier Jahre dauern kann. Es bestehe die Gefahr, dass der Rocker Zeugen beeinflussen, Beweismaterial vernichten oder fliehen könnte. Zwei Jahre nach seiner Festnahme auf Mallorca wurde Hanebuth im Juli 2015 gegen eine Kaution von 60.000 Euro aus der Untersuchungshaft entlassen. Zunächst musste er sich täglich bei der spanischen Polizei melden. Seit Juli 2016 sehen die Meldeauflagen vor, dass Hanebuth nur noch einmal in der Woche bei der Polizei erscheinen muss.
Im Juli 2017 heiratete Hanebuth in Bissendorf bei Hannover seine langjährige Freundin Anne Sarah Naumann. Im Juni 2018 kehrte Hanebuth mit der Eröffnung einer neuen Bar in der Scholvinstraße in den hannoverschen Rotlichtbezirk zurück.
Im Februar 2019 erhob die spanische Staatsanwaltschaft Anklage gegen Hanebuth. Ihm drohten bis zu 13 Jahre Haft. Mit ihm wurden 45 weitere Personen angeklagt. Nach Angaben des Nationalen Staatsgerichtshofs in Madrid begann der Prozess gegen Hanebuth und gegen 46 weitere mutmaßliche Ex-Mitglieder und Helfer der Hells Angels am 23. Januar 2023. Am 26. September 2023 sprach der spanische Nationale Gerichtshof Frank Hanebuth aus Mangel an Beweisen in allen Anklagepunkten frei.

## Trivia
Die im Dezember 2012 im ersten Programm der ARD ausgestrahlte Doppelfolge der Krimiserie Tatort mit den Titeln Wegwerfmädchen und Das goldene Band enthält in der Figur des Rotlichtkönigs und Rockerführers „Uwe Koschnik“ deutliche Anspielungen auf Hanebuth. Auf die Filme angesprochen, sagte  Strafverteidiger Götz-Werner von Fromberg „Ich bin seit 37 Jahren als Rechtsanwalt in dieser Stadt tätig, aber das Thema Zwangsprostitution, um das es in dem Krimi geht, ist mir in Hannover in all diesen Jahren in dieser Form noch nicht begegnet“.